# Lívia Rossi
Lívia Rossy é o nome artístico de Lívia Rossi Borges (Rio de Janeiro, 11 de dezembro de 1981) é uma atriz e modelo brasileira. 

## Carreira
Iniciou sua carreira na Rede Globo na telenovela Uga Uga (2000). Fez uma pequena participação em Porto dos Milagres (2001). Ainda na TV Globo participou de o  O Beijo do Vampiro.
Em 2004 migra para a Rede Record participando de Metamorphoses. Em 2006, após uma pequena participação em Prova de Amor, teve seu contrato renovado com a TV Record até o ano de 2016. 

## Vida Pessoal
É  asada com o empresário Rodolfo Medina, desde 2011, filho de Roberto Medina. 
Lívia e Rodolfo tem dois filhos: Bruna Rossi Medina (nascida dia 29 de Dezembro) e Pedro Medina Rossi (nascido dia 20 de Setembro).

## Filmografia

### Televisão
| Ano  | Título             | Personagem          | Nota                                          |
| ---- | ------------------ | ------------------- | --------------------------------------------- |
| 2000 | Uga Uga            | Kitanae             |                                               |
| 2001 | Porto dos Milagres | Léa                 |                                               |
| 2002 | O Beijo do Vampiro | Socorro             |                                               |
| 2004 | Metamorphoses      | Daniela             |                                               |
| 2006 | Belíssima          | Modelo              | Participação Especial                         |
| 2006 | Prova de Amor      | Paula Moraes        |                                               |
| 2006 | Bicho do Mato      | Juliana             |                                               |
| 2007 | Amor e Intrigas    | Joyce Ferreira      |                                               |
| 2008 | Os Mutantes        | Ceres               |                                               |
| 2009 | Chamas da Vida     | Ten. Glória Benetti |                                               |
| 2011 | Sansão e Dalila    | Ayla                |                                               |
| 2011 | Vidas em Jogo      | Mariana             |                                               |
| 2012 | Máscaras           | Yara Lemos          |                                               |
| 2013 | Pecado Mortal      | Bruna               |                                               |
| 2015 | Milagres de Jesus  | Yoná                | Episódio: "A Multiplicação dos Pães e Peixes" |
| 2018 | Além da Ilha       | Roberta Lafayette   |                                               |
| 2024 | Família É Tudo     | Gina Magione        |                                               |

### Cinema
| Ano  | Título                     | Papel           |
| ---- | -------------------------- | --------------- |
| 2004 | Um Show de Verão           | Stripper Soraia |
| 2006 | Trair e Coçar É Só Começar | Salete Bueno    |
| 2019 | Bate Coração               | Rebeca          |